# Championnat de Serbie de football 2018-2019
Navigation
Édition précédente Édition suivante
La saison 2018-2019 du championnat de Serbie de football est la 13e édition du championnat de Serbie de football. Elle oppose cette saison seize clubs en deux séries de trente et sept rencontres, disputées pour la première selon le système aller-retour où les différentes équipes s'affrontent une fois par phase et pour la seconde en matches simples, chaque équipe affrontant une seule fois les autres clubs présents dans son groupe.
Lors de cette saison, l'Étoile rouge de Belgrade défend son titre face à quinze autres équipes dont deux promus de deuxième division.
Trois places qualificatives pour les compétitions européennes sont attribuées par le biais du championnat (1 place au deuxième tour de qualification de la Ligue des champions et 2 au premier tour de qualification de la Ligue Europa). L'autre place européenne est attribuée au vainqueur de la coupe nationale, qui est qualificative au deuxième tour de qualification de la Ligue Europa. Les deux derniers du championnat sont relégués en deuxième division et sont remplacés par les deux promus de cette même division pour l'édition suivante.

## Équipes

### Participants et localisation
Un total de seize équipes participent au championnat, quatorze d'entre elles étant déjà présentes la saison précédente, auxquelles s'ajoutent deux promus de deuxième division que sont FK Proleter Novi Sad et FK Dinamo Vranje qui remplacent les relégués FK Javor Ivanjica et FK Borac Čačak.
La ville de Belgrade est de loin la plus représentée avec six clubs participants, soit un peu plus du tiers du total : Čukarički, Étoile rouge de Belgrade, Partizan Belgrade, Rad, Voždovac et Zemun.
Parmi ces clubs, trois d'entre eux n'ont jamais été relégués depuis la fondation de la SuperLiga en 2006 : l'Étoile rouge de Belgrade, le Partizan Belgrade et Vojvodina.
Légende des couleurs
- Deuxième tour de qualification de la Ligue des champions 2018-2019
- Premier tour de qualification de la Ligue Europa 2018-2019
- Promus de Prva Liga

| Club                     | Se maintient depuis | Classement 2017-2018 | Entraîneur         | Depuis | Stade                       | Capacité théorique | Ville         |
| ------------------------ | ------------------- | -------------------- | ------------------ | ------ | --------------------------- | ------------------ | ------------- |
| Étoile rouge de Belgrade | 2006                | 1er                  | Vladan Milojević   | 2017   | Stadion Rajko Mitić         | 52 000             | Belgrade      |
| Partizan Belgrade        | 2006                | 2e                   | Zoran Mirković     | 2018   | Stadion Partizana           | 32 710             | Belgrade      |
| Radnički Niš             | 2012                | 3e                   | Nenad Lalatović    | 2018   | Gradski Stadion Čair        | 18 151             | Niš           |
| Spartak Subotica         | 2009                | 4e                   | Vladimir Gaćinović | 2018   | Gradski Stadion Subotica    | 13 000             | Subotica      |
| Voždovac                 | 2013                | 5e                   | Branko Vojinović   | 2018   | Stadion FK Voždovac         | 5 200              | Belgrade      |
| Čukarički                | 2013                | 6e                   | Simo Krunić        | 2018   | Stadion na Banovom Brdu     | 7 000              | Belgrade      |
| Napredak                 | 2016                | 7e                   | Milorad Kosanović  | 2018   | Stadion Mladost (Kruševac)  | 10 331             | Kruševac      |
| Vojvodina                | 2006                | 8e                   | Dragan Okuka       | 2018   | Stadion Karađorđe           | 15 000             | Novi Sad      |
| Radnik Surdulica         | 2015                | 9e                   | Mladen Dodić       | 2018   | Stadion FK Radnik           | 3 312              | Surdulica     |
| Mladost Lučani           | 2014                | 10e                  | Nenad Milovanović  | 2014   | Stadion Mladost (Lučani)    | 8 000              | Lučani        |
| Zemun                    | 2017                | 11e                  | Slobodan Kustudić  | 2008   | Gradski Stadion Zemun       | 10 000             | Belgrade      |
| Mačva Šabac              | 2017                | 12e                  | Dragan Aničić      | 2016   | Gradski Stadion Šabac       | 10 000             | Šabac         |
| Rad                      | 2008                | 13e                  | Zoran Milinković   | 2018   | Stadion Kralj Petar Prvi    | 6 000              | Belgrade      |
| Bačka Palanka            | 2016                | 14e                  | Dejan Čelar        | 2018   | Stadion Slavko Maletin Vava | 5 500              | Bačka Palanka |
| FK Proleter Novi Sad     | 2018                | 1er D2               | Dragan Radojičić   | 2018   | Stade Karađorđe             | 5 000              | Novi Sad      |
| FK Dinamo Vranje         | 2018                | 2e D2                | Dragan Antić       | 2016   | Stadion FK Radnik           | 8 000              | Vranje        |

## Première phase

### Classement
Les équipes sont classées selon leur nombre de points, lesquels sont répartis comme suite : trois points pour une victoire, un point pour un match nul et zéro point pour une défaite. Pour départager les égalités, les critères suivants sont utilisés :
1. Différence de buts générale
2. Nombre de buts marqués

Si ces critères ne permettent pas de départager les équipes à égalité, celles-ci occupent donc la même place au classement officiel. Si deux équipes sont à égalité parfaite au terme du championnat, les critères suivants sont utilisés :
1. Points particuliers
2. Différence de buts particulière
3. Différence de buts générale
4. Nombre de buts marqués
5. Classement du fair-play

Si deux équipes sont à égalité parfaite au terme de la phase préliminaire, il y a lieu de procéder au tirage au sort.
| Rang | Équipe                     | Pts | J  | G  | N  | P  | Bp | Bc | Diff |
| ---- | -------------------------- | --- | -- | -- | -- | -- | -- | -- | ---- |
| 1    | Étoile rouge de Belgrade T | 84  | 30 | 27 | 3  | 0  | 80 | 16 | +64  |
| 2    | Radnički Niš               | 75  | 30 | 23 | 6  | 1  | 58 | 17 | +41  |
| 3    | Partizan Belgrade          | 54  | 30 | 15 | 9  | 6  | 45 | 20 | +25  |
| 4    | FK Čukarički               | 54  | 30 | 15 | 9  | 6  | 48 | 25 | +23  |
| 5    | Mladost Lučani             | 46  | 30 | 13 | 7  | 10 | 39 | 29 | +10  |
| 6    | Napredak Krusevac          | 41  | 30 | 10 | 11 | 9  | 32 | 35 | -3   |
| 7    | Vojvodina Novi Sad         | 39  | 30 | 10 | 9  | 11 | 24 | 26 | -2   |
| 8    | Proleter Novi Sad P        | 38  | 30 | 9  | 11 | 10 | 31 | 29 | +2   |
| 9    | Spartak Subotica           | 38  | 30 | 10 | 8  | 12 | 32 | 40 | -8   |
| 10   | Radnik Surdulica           | 38  | 30 | 11 | 5  | 14 | 25 | 35 | -10  |
| 11   | Voždovac Belgrade          | 37  | 30 | 11 | 4  | 15 | 28 | 37 | -9   |
| 12   | Mačva Šabac                | 32  | 30 | 8  | 8  | 14 | 16 | 26 | -10  |
| 13   | Bačka Palanka              | 25  | 30 | 6  | 7  | 17 | 26 | 54 | -28  |
| 14   | Rad Belgrade               | 21  | 30 | 4  | 9  | 17 | 16 | 39 | -23  |
| 15   | Dinamo Vranje P            | 20  | 30 | 5  | 5  | 20 | 18 | 62 | -44  |
| 16   | FK Zemun                   | 18  | 30 | 3  | 9  | 18 | 19 | 47 | -28  |

Légende
- Qualifiés pour les play-offs
- Qualifiés pour les play-outs

Abréviations
- T : Tenant du titre
- C : Vainqueur de la Coupe de Serbie
- P : Promus de Prva Liga

Source : Classement sur le site  Soccerway.

## Seconde phase
Avant le début de cette seconde phase, les points de chaque équipe obtenus en saison régulière sont divisés par deux et arrondis au supérieur.
Les équipes sont classées selon leur nombre de points, lesquels sont répartis comme suite : trois points pour une victoire, un point pour un match nul et zéro point pour une défaite. Pour départager les égalités, les critères suivants sont utilisés :
1. Points lors de la phase préliminaire
2. Points particuliers lors de la phase préliminaire
3. Différence de buts particulière lors de la phase préliminaire
4. Différence de buts générale
5. Nombre de buts marqués
6. Classement du fair-play

Si deux équipes sont à égalité parfaite au terme du championnat et que le titre de champion, la qualification à une compétition européenne ou la relégation sont en jeu, les deux équipes doivent se départager au cours d'un match éliminatoire disputé sur terrain neutre. Si le match se termine par une égalité à la fin du temps réglementaire, 2 périodes de 15 minutes sont jouées. Dans le cas d'une autre égalité, une séance de penalties sera organisée.

### Barrages de championnat

#### Classement
| Rang | Équipe                     | Pts | J  | G  | N  | P  | Bp | Bc | Diff |
| ---- | -------------------------- | --- | -- | -- | -- | -- | -- | -- | ---- |
| 1    | Étoile rouge de Belgrade T | 60  | 37 | 33 | 3  | 1  | 97 | 20 | +77  |
| 2    | Radnički Niš               | 48  | 37 | 25 | 10 | 2  | 71 | 30 | +41  |
| 3    | Partizan Belgrade C        | 42  | 37 | 20 | 9  | 8  | 58 | 28 | +30  |
| 4    | FK Čukarički               | 39  | 37 | 18 | 12 | 7  | 63 | 36 | +27  |
| 5    | Mladost Lučani             | 34  | 37 | 16 | 9  | 12 | 49 | 37 | +12  |
| 6    | Napredak Krusevac          | 28  | 37 | 12 | 12 | 13 | 46 | 50 | -4   |
| 7    | Proleter Novi Sad P        | 22  | 37 | 10 | 11 | 16 | 34 | 41 | -7   |
| 8    | Vojvodina Novi Sad         | 22  | 37 | 10 | 11 | 16 | 27 | 43 | -16  |

Qualifications européennes
Ligue des champions de l'UEFA 2019-2020
- 1er : 1er tour de qualification

Ligue Europa 2019-2020
- C  : 2e tour de qualification
- 2e et 3e  : 1er tour de qualification

Abréviations
- T : Tenant du titre
- C : Vainqueur de la Coupe de Serbie
- P : Promus de Prva Liga

### Barrages de relégation

#### Classement
| Rang | Équipe            | Pts | J  | G  | N  | P  | Bp | Bc | Diff |
| ---- | ----------------- | --- | -- | -- | -- | -- | -- | -- | ---- |
| 9    | Radnik Surdulica  | 28  | 37 | 13 | 8  | 16 | 38 | 45 | -7   |
| 10   | Spartak Subotica  | 27  | 37 | 12 | 10 | 15 | 41 | 49 | -8   |
| 11   | Voždovac Belgrade | 25  | 37 | 12 | 7  | 18 | 36 | 48 | -12  |
| 12   | Mačva Šabac       | 25  | 37 | 10 | 11 | 16 | 24 | 38 | -14  |
| 13   | Rad Belgrade      | 22  | 37 | 7  | 12 | 20 | 22 | 44 | -22  |
| 14   | Dinamo Vranje P   | 23  | 37 | 9  | 6  | 22 | 24 | 67 | -43  |
| 15   | FK Zemun          | 21  | 37 | 6  | 12 | 19 | 36 | 53 | -17  |
| 16   | Bačka Palanka     | 18  | 37 | 7  | 9  | 21 | 31 | 68 | -37  |

Relégation
- 14e : barrage de relégation
- 15e et 16e : relégation en Prva Liga

Abréviations
- T : Tenant du titre
- C : Vainqueur de la Coupe de Serbie
- P : Promus de Prva Liga

## Barrage de relégation
| 22 mai 2019 | FK Inđija (D2)                                    | 3 – 0 | (D1) Dinamo Vranje | Stade Inđija |  |
| 17 h 00     | Rogač 4e (pen.) · Dimitrov 22e · Dimitrijević 33e |       |                    |              |  |
| 17 h 00     | (sr) Rapport                                      |       |                    |              |  |

| 26 mai 2019 | Dinamo Vranje (D1)           | 2 - 0 | (D2) FK Inđija | Stade Yumco |  |
| 17 h 00     | Dimitrov (en) 43e (pen.) 64e |       |                |             |  |
| 17 h 00     | (sr) Rapport                 |       |                |             |  |

Le Inđija est promu tandis que le Dinamo Vranje est relégué.